# Klepveer
Een klepveer is een veer die wordt gebruikt om een klep van een verbrandingsmotor te sluiten. 
| De meest compacte oplossing: bovenliggende nokkenas en dubbele klepveren       |
| De dure oplossing: geen klepveren meer bij een desmodromisch kleppenmechanisme |

Kleppen worden toegepast in verbrandingsmotoren, meestal viertaktmotoren, maar bijvoorbeeld ook in tweetaktdieselmotoren. 
De kleppen worden in het algemeen geopend door een nokkenas, al dan niet via een stangenstelsel (de stoterstang en de tuimelaar). De nokkenas zorgt ervoor dat de klep op exact het juiste moment wordt geopend en bepaalt ook de openingsduur van de klep (de kleptiming). Het sluiten gebeurt in zeldzame gevallen ook geforceerd, met een desmodromische klepbediening, maar dit is een tamelijk duur systeem. 
Het tijdig sluiten van de klep is uitermate belangrijk: de inlaatklep moet snel sluiten om het weglekken van het juist binnengestroomde gas(mengsel) te voorkomen, de uitlaatklep moet snel sluiten om te voorkomen dat het nieuwe binnenstromende gas(mengsel) weglekt én om te zorgen dat de klep lang genoeg gesloten is om haar warmte af te geven aan de klepzitting. 
Daarom is het nodig dat elke motor de juiste klepveren krijgt. Ze moeten sterk zijn maar niet te groot. Daarom worden soms dubbele klepveren toegepast: een dikke buitenveer en een dunne binnenveer met afwijkende of zelfs tegengestelde spoed of het toepassen van kegelvormige klepveren. Daarmee wordt ruimte in de cilinderkop bespaard. De klepveren zullen echter altijd het maximale toerental beperken. Bij 5.000 toeren per minuut moeten ze 2.500 keer per minuut sluiten, oftewel bijna 42 keer per seconde, maar bij een sportmotor zijn toerentallen van meer dan 13.000 tpm geen uitzondering. Dan moeten de kleppen bijna 220 keer per seconde worden geopend en gesloten. Wordt het toerental te hoog, dan sluiten de klepveren de kleppen niet snel genoeg waardoor de volgende slag van de nokkenas ze weer opent voor ze volledig gesloten zijn. Men spreekt dan van "zwevende kleppen". Een uitlaatklep maakt daardoor grote kans om te verbranden. 
Daarvoor zijn een aantal oplossingen denkbaar. Het meest toegepaste middel is de toepassing van meer kleppen per cilinder. Daardoor zijn de kleppen veel kleiner en laten ze zich sneller sluiten. Dit wordt bijna altijd gecombineerd met de toepassing van een of twee bovenliggende nokkenas(sen), waardoor ook de vertragende massa van de tuimelaar wordt uitgesloten. 
Een extreem duur middel is de toepassing van een pneumatisch mechanisme, dat onder meer in de Formule 1 wordt gebruikt. 